# Thuần Càn

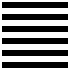
Đồ hình quẻ Thuần Càn

Quẻ Thuần Càn còn gọi là quẻ Càn (乾 qián), tức Trời là quẻ số một trong Kinh Dịch.
- Nội quái là: ☰ (||| 乾 qián) Càn hay Trời (天).
- Ngoại quái là: ☰ (||| 乾 qián) Càn hay Trời (天).

Phục Hy ghi: quẻ hoàn toàn thuộc tính cương kiện.

## Thoán từ
Thoán từ: Càn: nguyên, hanh, lợi, trinh (乾: 元, 亨, 利, 貞).
Dịch: Quẻ Càn, mở nghiệp lớn, có bốn đức: Có sức sáng tạo lớn lao (nguyên), thông suốt và thuận tiện (hanh), lợi ích thích đáng (lợi), ngay thẳng và bền vững (trinh).
Chiêm: (coi điềm lành, dữ) ♦ Quẻ này có 3 hào tốt - đánh dấu là (o). ♦ Quẻ Bát Thuần Càn do 2 đơn quái Càn chồng lên nhau, vì vậy có cùng tên, tượng quẻ, và tính cách với đơn quái Càn. ♦ Nếu là phái nữ mà gặp quẻ Bát Thuần Càn thì có nghĩa là người nữ này quá Dương. Họ cần Âm tức là mềm mỏng, dịu dàng hơn nữa. Nếu không thì sẽ gặp trở ngại. ♦ Con hươu ở trên mây, thiên lộc, được hưởng bổng lộc trời ban. ♦ Thợ mài dũa ngọc, người ta phải chăm chỉ học tập để thành người hữu dụng. ♦ Trăng tròn trên bầu trời, ánh sáng tỏa ra khắp nơi nơi. ♦ Một ông quan đang trèo lên thang ngắm trăng, thăng quan tiến chức nhanh chóng và liên tục. ♦ Nếu bạn đang đau ốm thì quẻ này liên quan đến não bộ, phổi hoặc hệ thần kinh. ♦ Đây là quẻ thuộc tháng tư, tốt về mùa xuân và đông, xấu về mùa hạ.
Hình: có sáu con rồng ngự trên trời. Lục long ngự thiên.
Tượng: Quảng đại bao dung.
Khí chất: Quyền biến
Dáng: Con ngựa.

## Hào từ

### Sơ cửu
Sơ cửu: tiềm long vật dụng. 初九。潛龍勿用 。
Giải nghĩa từ: 
- Sơ 初 - danh từ để chỉ hào thứ nhất trong mỗi quẻ.
- Cửu 九– danh từ chỉ hào dương.
- Tiềm 潛- cất kín, giấu ở bên trong.
- Long 龍- con rồng.
- Vật 勿- chớ, không nên, không được.
- Dụng 用- ứng dụng.

Dịch: Hào 1 dương: Rồng còn ẩn náu, chưa (đem tài ra) dùng được.

### Cửu nhị
Cửu nhị: Hiện long tại điền, lợi kiến đại nhân  九二。現龍在田,利見大人。
Giải nghĩa từ: 
- Hiện 現 - biểu hiện, hiện lên, hiện ra.
- Tại 在 - ở.
- Điền 田 - đồng ruộng, đất trồng.
- Kiến 見 – gặp, gặp mặt.
- Lợi kiến Đại nhân 利見大人 ý nói người có tài đức, cả người lập thân và người thành đạt. Hai loại người đó nên gặp nhau và hợp lực với nhau thì đều cùng có lợi.

Dịch: Hào thứ 2 dương. Rồng đã hiện ở cánh đồng, ra mắt đại nhân thì lợi.(o)

### Cửu tam
Cửu tam: quân tử chung nhật càn càn, tịch dịch nhược, lệ, vô cữu.九三。君子終日乾乾。夕惕若,厲,無咎。
Giải nghĩa từ: 
- Càn càn 乾乾 - hăng hái hoạt động.
- Tịch 夕– buổi tối.
- Dịch 惕 – kinh sợ. Tịch dịch nhược 夕惕若 – đến tối vẫn còn ưu tư lo lắng.
- Lệ 厲 – nguy hiểm.
- Vô 無 – không.
- Cữu 咎 – lỗi lầm.

Giảng: Người quân tử suốt ngày hăng hái tự cường, đến tối vẫn còn thận trọng như lo sợ nguy hiểm, nhưng không có lỗi.(o).

### Cửu tứ
Cửu tứ: hoặc dược, tại uyên, vô cữu. 九四。或躍在淵,無咎。
Giải nghĩa từ: 
- Hoặc 或 – có thể thế này, có thể thế kia.
- Dược 躍 – nhảy lên.
- Uyên 淵 – vực thẳm.

Dịch: Như con rồng có khi bay nhảy, có khi nằm trong vực, không mắc lỗi.

### Cửu ngũ
Cửu ngũ: phi long tại thiên, lợi kiến đại nhân. 九五。飛龍在天,利見大人。
Giải nghĩa từ: 
- Phi 飛 – bay.

Dịch: Rồng bay trên trời, ra mắt đại nhân thì lợi.
Giảng: Khổng Tử giải thích: Vạn vật đồng thanh tương ứng, đồng khí tương cầu, thủy lưu thấp 水流濕 nước chảy chỗ trũng, hỏa tựu táo 火就燥 lửa tìm đến chỗ khô, vân tòng long 雲從龍 mây theo rồng, phong tòng hổ 風從虎 gió theo hổ, thánh nhân tác nhi vạn vật đổ 聖人柞而萬物睹 thánh nhân ra đời vạn vật trông theo. Bản hồ thiên giả thân thượng 本乎天者親上 vật nào gốc ở trời thì thân thuộc với cõi trên. Bản hồ địa giả thân hạ 本乎地者親下 vật nào gốc ở đất thì thân thuộc với cõi dưới mệnh người trông

### Thượng cửu
Thượng cửu: kháng long hữu hối.上九。亢龍有悔。
Giải nghĩa từ:
- Thượng 上 – hào trên cùng.
- Kháng 亢 – cao, cao hết mức, quá.
- Hối 悔 – hối hận.

Dịch: Rồng lên cao quá, có hối hận.
Giảng: Khi đọc hào này Khổng Tử nói: quý mà không có ngôi vị, cao mà không có dân, người hiền ở dưới lại không giúp, cứ vậy mà hành động tất phải hối hận. 子曰:貴而無位,高而無民, 賢人在下位而無輔,是以動而有悔也. Tử viết: quý nhi vô vị, cao nhi vô dân, hiền nhân tại hạ vị nhi vô phụ, thị dĩ động nhi hữu hối dã.

### Dụng cửu
Dụng cửu: Hiện quần long vô thủ, cát. 用九。現群龍無首,吉。
Giải nghĩa từ:
- Quần long 群龍– bầy rồng.
- Thủ 首– đầu, người đứng đầu, thủ lĩnh.
- Cát 吉 – tốt.
- Dụng cửu 用九 – chỉ có ở quẻ Càn. Và ở quẻ Khôn là Dụng lục 用六 các quẻ khác không có.

Dịch: Xuất hiện bầy rồng không có đầu, tốt.(o)
Giảng: Chu Hy giảng: Gặp quẻ càn này mà sáu hào dương đều biến ra âm cả, tức là cương mà biến ra nhu, thì tốt. Thánh nhân dùng cái tượng bầy rồng sáu hào dương mà không đầu tức là nhu để diễn ý đó.
Hàn Phi nói: Như mặt trời Mặt Trăng sáng chiếu, bốn mùa vận hành, mây trăng gió thổi, vua đừng để trí lụy tâm, đừng để điều riêng hại mình. Gởi trị loạn nơi pháp thuật, giao phải trái nơi thưởng phạt, phó nặng nhẹ nơi quyền hành.
Khổng Tử giải nghĩa:
- Trong thoán truyện:

Càn, Nguyên: đại tại càn nguyên, vạn vật tư thỉ, nãi thống thiên.

Hanh: Vân hành vũ hí, phẩm vật lưu hình. Đại minh chung thỉ, lục vị thì thành, thì thừa lục long, dĩ ngự thiên.

Lợi, Trinh: Càn đạo biến hóa, các chính tính mệnh, bảo hợp thái hòa, nãi lợi trinh. Thủ xuất thứ vạt, vạn quốc hoàn minh.
- Trong "đại tượng truyện":

Trời dịch chuyển mạnh mẽ, người quân tử tự cường phấn đấu vươn lên không ngưng nghỉ.

Thiên hành kiện, quân tử dĩ tự cường bất tức. 象曰:天行健, 君子以自強不息. Thiên 天 – trời. Hành 行 – biến đổi không ngừng, dịch chuyển, vận động, bước chân đi. Kiện 健 – khỏe, khỏe khoắn, mạnh mẽ, tráng kiện. Quân tử 君子 – người quân tử. Dĩ 以– lấy, dùng. Tự cường 自強– tự cường. Bất tức 不息– không ngơi nghỉ.
Giải nghĩa: Kiện dã. Chính yếu. Cứng mạnh, khô, lớn, khỏe mạnh, đức không nghỉ. Nguyên hanh lợi trinh chi tượng: tượng vạn vật có khởi đầu, lớn lên, toại chí, hóa thành.